# Enric Badía Romero
Enric Badia i Romero,  (Barcelona el 24 de abril de 1930-Barcelona, 15 de febrero de 2024) también conocido como Enrique Badía Romero o simplemente Romero, fue un dibujante de cómics español, hermano mayor del también dibujante Jorge Badía Romero (Jobaro) con el que formó equipo en ocasiones.

## Biografía
A mediados de los años 1940 se convirtió en asistente del prestigioso dibujante Emilio Freixas. En 1947, recomendado por el propio Freixas, Romero debutó en solitario en la revista El Coyote. En 1952 y junto a García Lorente y Ramón Monzón, fundó una academia de enseñanza de dibujo por correspondencia. También empezó a trabajar como ilustrador de álbumes de cromos (Hombres de lucha, 1956).
En 1957 entró a trabajar en la Editorial Bruguera, que surtía de material a la editorial londinense Fleetway, aunque pronto pasaría a Ibero Mundial, concretamente en sus colecciones Claro de Luna y Lilian, azafata del aire. Romero decidió entonces destinar directamente su producción al extranjero, a través de agencias como Selecciones Ilustradas de Josep Toutain. 
Tras varios años realizando dos series específicas para Fleetway y varias historias para la estadounidense Warren Publishing, en 1970 el diario londinense Evening Standard, para el que realizaba una tira diaria, le propuso sustituir a Jim Holdaway como dibujante de la famosa serie Modesty Blaise de Peter O'Donnell. Gracias a la popularidad del personaje, que dibujó en principio hasta 1978, adquirió gran reputación en el medio fuera de España. Para la editorial española Ruiz, ilustró el álbum de cromos Hace millones de años (1972).
En 1976 dibujó para la editorial francesa Vaillant varios episodios de la serie Rahan de Roger Lecureux y André Chéret, finalizando su colaboración por desavenencias con el creador poco después. En 1978 logró crear su propia tira diaria, Axa, para el diario londinense The Sun, que se publicó hasta 1984. Romero fue de nuevo contratado para continuar Modesty Blaise a partir de 1986, tira que el dibujante compaginó con varios revivals de Axa.

## Obra
- 1953 Disco (Editorial Símbolo)
- 1953 Carmesí (Editorial Símbolo)
- 1954 Cobalto (Editorial Símbolo)
- 1955 Rommel, con guion de Félix Rossell (Editorial Símbolo)
- 1955 Héroes Bíblicos, con guion de Lasting Grumbler (Editorial Símbolo)
- 1956 Trovador (Gráficas Soriano)
- 1958 Bill Fury, como guionista junto a Jobaro y con dibujos de Luis Ramos, (Gestión)
- 1958 Kit Carson, con Jobaro (Ediciones Cliper)
- 1958 Dos Corazones (Indedi)
- 1958 Joya, con Jobaro (Casurellas)
- 1959 Claro de Luna (Ibero Mundial de Ediciones)
- 1959 Tres Hadas (Cuentos Gigante)
- 1959 Cheyenne, con Jobaro (Editorial Marco)
- 1959 Operación Secuestro (Editorial Marco)
- 1960 Lilian, Azafata del Aire, con otros (Ibero Mundial de Ediciones)[2]
- 1970 Modesty Blaise, con guion de Peter O'Donnell
- 1976 Rahan, con guion de André Chéret, para "Pif gadget"
- 1978 Axa, con guion de Donne Avenell, para "The Sun"
- 1986 Judge Anderson: "Golem", con guion de Alan Grant, en 2000 AD Annual 1987
- 2002 The Scarlet Apocrypha: "Children of the Night", con guion de Dan Abnett, en Judge Dredd Megazine, vol. 4 #15